# ライアン・ジャック
ライアン・ジェームズ・ジャック（Ryan James Jack, 1992年2月27日 - ）は、スコットランド・アバディーン出身のサッカー選手。スコティッシュ・プレミアシップ・レンジャーズ所属。スコットランド代表。ポジションはMF。

## クラブ経歴
8歳の時に地元のアバディーンFCのユースアカデミーに入所。2010年にトップチームに昇格。2010-11シーズンにリーグ戦30試合に出場すると、以降主力選手に成長。後にチームキャプテンも任された。
2017年6月1日、レンジャーズFCと3年契約を締結。新天地でも先発に定着し、2018-19シーズンは自己最多の4ゴールを記録。2019年10月22日には2023年までの契約延長に合意。2020-21シーズンには2010-11シーズン以来のリーグ優勝を経験した。

## 代表経歴
プロデビュー前の2007年から各ユース世代のスコットランド代表でプレーし、U-21代表では主力として活躍。2017年10月にフル代表に初招集。10日オランダ戦で代表戦初出場。しかし、久々の国際大会出場となったUEFA EURO 2020は招集外に終わった。
UEFA EURO 2024に選出